# Føroya Handilsskúli
Føroya Handilsskúli (Færøernes Handelsskole) er et handelsgymnasium på Færøerne. Det har afdelinger i både Tórshavn og Kambsdalur. Rektor siden 2003 er Reidar Nónfjall.